# Çelikhan
Çelikhan là một huyện thuộc tỉnh Adıyaman, Thổ Nhĩ Kỳ. Huyện có diện tích 651 km² và dân số thời điểm năm 2007 là 15547 người, mật độ 24 người/km².